# 경찰서

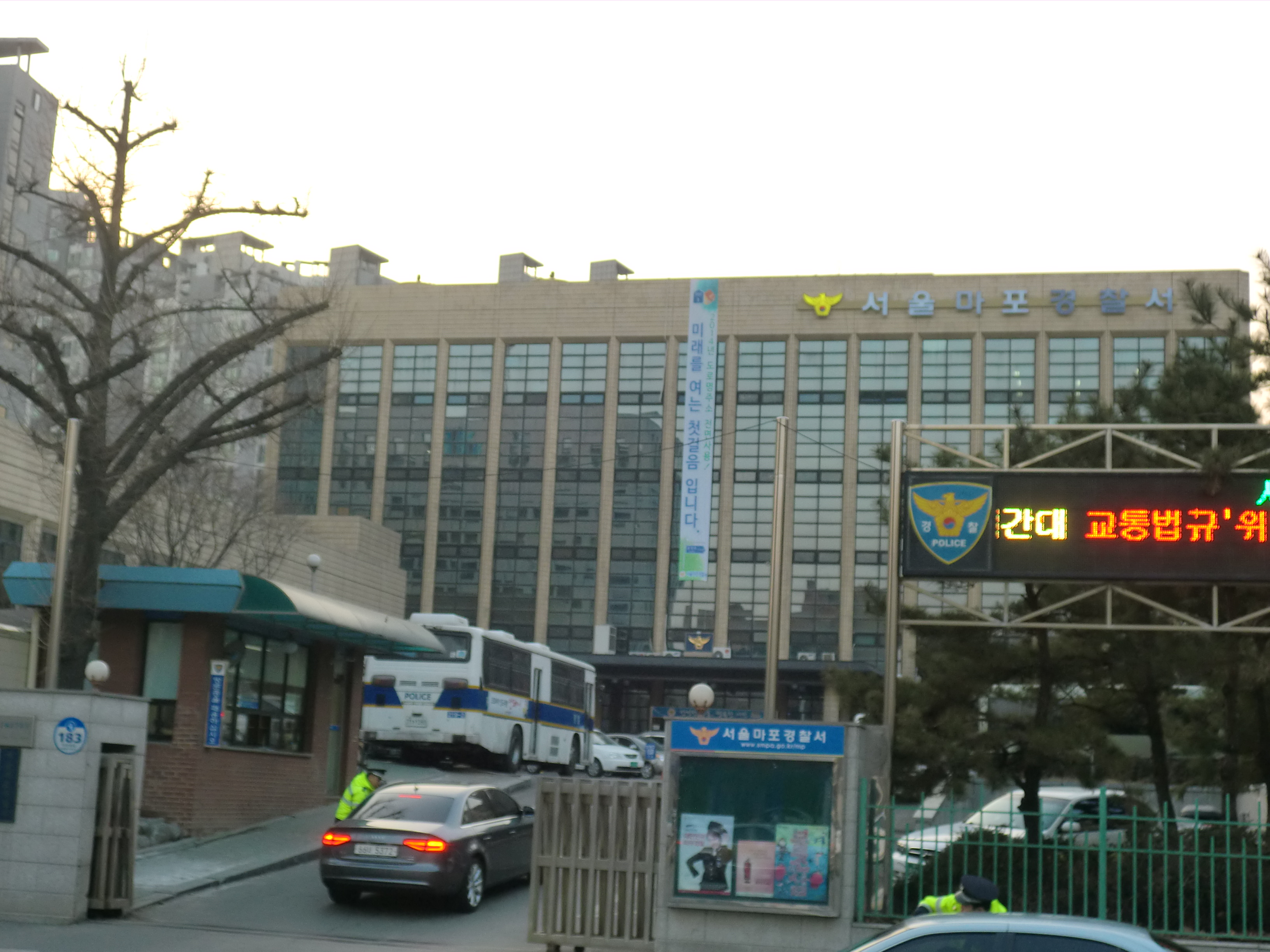
대한민국의 서울마포경찰서

경찰서(警察署)는 경찰 행정을 맡아 하는 관청이다. 경찰 행정의 주축을 담당하고 있으며, 관할구역의 경찰 행정은 주로 경찰서에서 한다. 대도시의 각 구(區), 중소 도시, 군 단위에 설치되어 있다.
주로 기초자치단체별로 설치되어 있어서 1곳의 기초자치단체가 하나의 경찰서 관할구역인 것이 일반적이지만 하나의 경찰서가 2개 이상의 기초자치단체를 관할구역으로 하거나 반대로 하나의 기초자치단체가 구역별로 두 개 이상의 경찰서 관할인 곳도 있다.
대한민국의 경찰서는 지방경찰청장의 소속기관으로 경찰서장은 대부분 총경으로 보하나, 경무관 또는 경정으로 보하기도 한다. 2014년 기준으로 서울송파경찰서, 수원남부경찰서, 성남분당경찰서, 부천원미경찰서, 청주흥덕경찰서, 전주완산경찰서, 창원중부경찰서 등 7개 경찰서는 경무관이 경찰서장으로 보임되고, 인제경찰서, 보은경찰서, 청양경찰서, 순창경찰서, 구례경찰서, 청송경찰서, 의령경찰서 등 7개 경찰서는 경정이 경찰서장으로 보임된다.

## 대한민국 경찰서의 조직
경찰법 제17조 3항에 따라 경찰서장은 관할 구역에 지구대 및 파출소를 설치 및 조직할 수 있다.

## 일본 경찰서
- 고시엔 경찰서 - 효고현에 위치한 경찰서
- 쓰시마미나미 경찰서 - 쓰시마섬 남부 지역 관할 경찰서
- 쓰시마키타 경찰서 - 쓰시마섬 북부 지역 관할 경찰서로 한국과 가장 가까운 일본 경찰서

## 같이 보기
- 경찰청
- 파출소